# Vlag van Bocas del Toro

Vlag van Bocas del Toro

De vlag van Bocas del Toro is de vlag van de Panamese provincie Bocas del Toro. De vlag werd in 1987 in gebruik genomen.
De linkerkant is berggroen, wat staat voor de overvloed van deze kleur in de natuur. De goudgele rechterkant symboliseert de kleur van de banaan, het belangrijkste product dat de provincie sinds haar oprichting in stand heeft gehouden en dat vandaag de dag nog steeds deel uitmaakt van de economie. De sterren staan voor de districten waaruit de provincie bestaat, De letter B symboliseert de beginletter van de naam van de provincie.